# Wild Gunman
 (septembre 2018).
Si vous disposez d'ouvrages ou d'articles de référence ou si vous connaissez des sites web de qualité traitant du thème abordé ici, merci de compléter l'article en donnant les références utiles à sa vérifiabilité et en les liant à la section « Notes et références ».
Wild Gunman (ワイルドガンマン, Wairudo Ganman) est un jeu vidéo de tir au pistolet optique développé et édité par Nintendo, sorti en 1984 sur Nintendo Entertainment System. Il se joue avec l'accessoire NES Zapper.

## Système de jeu
Le jeu, un des premiers de la Nintendo Entertainment System à utiliser le pistolet électronique Zapper, propose une série de duels contre des bandits, dans un décor de western.
il faut tirer sur le tireur avant que celui-ci ne tire à son signal à l'aide du bouton A. Si celui-ci tire plus vite, le jeu est perdu. Plus le niveau de difficulté est élevé, plus la durée entre le début du jeu et le signal est courte et plus le tireur adverse tire vite.
Le premier jeu (duel) devient intéressant lorsque le pistolet est porté en bandoulière, et que l'on doit dégainer et tirer avant l'adversaire au moment où FIRE se fait entendre. Ce concept de jeu ne s'est plus jamais revu sur les futurs jeux vidéo de tir au pistolet, jusqu'à la venue de 1-2-Switch.
Trois modes de jeu vous permettent d'affronter un ou deux bandits, ou tout un gang à la fois.

## Postérité
Le jeu apparaît brièvement dans le film américain Retour vers le futur 2, sorti en 1989.